# Giorgio di Assia-Darmstadt
Giorgio di Assia-Darmstadt (Darmstadt, 1669 – Barcellona, 13 settembre 1705) è stato un generale tedesco, principe di Assia-Darmstadt.

## Biografia

### I primi anni
Nato a Darmstadt, Assia, Germania nel 1669, Giorgio Luigi d'Assia-Darmstadt era il terzo figlio del Langravio Luigi VI d'Assia-Darmstadt. Dopo la morte prematura di suo padre, egli venne cresciuto prevalentemente dalla madre, Elisabetta Dorotea di Sassonia-Gotha-Altenburg. Nel 1686 egli iniziò il suo "Grand Tour" in Francia e Svizzera secondo le convenzioni dell'epoca.

### La carriera militare
Come figlio minore, egli aveva remote possibilità di divenire Langravio e come tale venne destinato alla carriera militare e combatté contro i Turchi sotto il comando del principe Eugenio di Savoia e prese parte alla Battaglia di Mohács. Successivamente egli prese parte alla campagna irlandese di Guglielmo III d'Inghilterra. Tornato sul continente, si convertì al cattolicesimo e divenne Generalfeldwachtmeister (Maggiore-Generale) dell'esercito imperiale nel 1692, all'età di 23 anni.
Quindi combatté contro i francesi nella Guerra dei Nove anni. Nel 1695 venne inviato dall'Imperatore in Spagna a capo di un esercito di 2.000 soldati tedeschi per aiutare la difesa della Catalogna dalle forze francesi terrestri e navali, di gran lunga superiori.
Nel 1697 prese parte alla difesa di Barcellona, assediata da Luigi Giuseppe di Borbone-Vendôme via terra e dall'ammiraglio Victor Marie d'Estrées via mare. Alla fine la città si arrese dopo 52 giorni di assedio, ordine che pervenne direttamente dalla corte di Madrid e contro la volontà di resistere invocata dal principe Giorgio Luigi.

### Gli ultimi anni
Dopo la guerra, egli ottenne in Spagna il titolo di Cavaliere dell'Ordine del Toson d'Oro nel 1697. Dopo la cacciata dei francesi, egli divenne Viceré di Catalogna e iniziò ad essere conosciuto col nome spagnolo di Jorge de Darmstadt. Egli si preoccupò di imparare il catalano ed iniziò nell'area numerose riforme che lo resero popolare presso i sudditi. Nel 1699 venne nominato Generale di Cavalleria dell'esercito imperiale.
Nel 1700 il re Carlo II morì e venne succeduto da Filippo V (nipote di Luigi XIV di Francia), al termine della Guerra di successione spagnola. Come tale Giorgio Luigi venne rimpiazzato nel 1701 Luis Tomás Fernández Portocarrero Bocanegra, filoborbonico, ed il principe d'Assia-Darmstadt fece ritorno in Austria. Qui ottenne l'incarico dall'Imperatore Leopoldo I di negoziare un'alleanza con Inghilterra e Portogallo per far valere i suoi diritti sul trono spagnolo per suo figlio, l'Arciduca Carlo.
Con la prosecuzione in questo senso Guerra di successione spagnola, Giorgio Luigi venne nominato capo delle truppe austriache di stanza in Spagna e favorevoli alla causa imperiale. Nel 1704, sotto il suo comando, 1.800 marinai inglesi e olandesi sbarcarono a Gibilterra e presero possesso della fortezza difendendola dai successivi attacchi franco-spagnoli. Quando l'assedio venne abbandonato nel 1705, egli lasciò Gibilterra (che si trovava nominalmente sotto il governo dell'Arciduca Carlo ma de facto sotto il governo inglese che la mantenne successivamente) e prese il comando delle truppe per la conquista di Barcellona. Egli venne ucciso il 13 settembre 1705 presso la cittadella di Montjuich.
Il suo corpo venne imbalsamato e sepolto nella Església dels Josepets de Gràcia. Il suo cuore nel 1711 venne inviato a Darmstadt, nella Stadtkirche dove ancora oggi si trova.

## Ascendenza
|                                                |                             |                                        | Genitori                                |  |  | Nonni |  |  | Bisnonni                  |  |  | Trisnonni                   |  |
|                                                |                             |                                        |                                         |  |  |       |  |  | Luigi V d'Assia-Darmstadt |  |  | Giorgio I d'Assia-Darmstadt |  |
|                                                |                             |                                        |                                         |  |  |       |  |  | Luigi V d'Assia-Darmstadt |  |  | Giorgio I d'Assia-Darmstadt |  |
|                                                |                             | Maddalena di Lippe                     |                                         |  |  |       |  |  | Luigi V d'Assia-Darmstadt |  |  |                             |  |
| Giorgio II d'Assia-Darmstadt                   |                             |                                        |                                         |  |  |       |  |  | Luigi V d'Assia-Darmstadt |  |  |                             |  |
|                                                |                             | Maddalena di Brandeburgo               | Giovanni Giorgio di Brandeburgo         |  |  |       |  |  |                           |  |  |                             |  |
|                                                |                             | Maddalena di Brandeburgo               | Giovanni Giorgio di Brandeburgo         |  |  |       |  |  |                           |  |  |                             |  |
|                                                |                             | Maddalena di Brandeburgo               | Elisabetta di Anhalt-Zerbst             |  |  |       |  |  |                           |  |  |                             |  |
| Luigi VI d'Assia-Darmstadt                     |                             | Maddalena di Brandeburgo               |                                         |  |  |       |  |  |                           |  |  |                             |  |
|                                                |                             | Giovanni Giorgio I di Sassonia         | Cristiano I di Sassonia                 |  |  |       |  |  |                           |  |  |                             |  |
|                                                |                             | Giovanni Giorgio I di Sassonia         | Cristiano I di Sassonia                 |  |  |       |  |  |                           |  |  |                             |  |
|                                                |                             | Giovanni Giorgio I di Sassonia         | Sofia di Brandeburgo                    |  |  |       |  |  |                           |  |  |                             |  |
| Sofia Eleonora di Sassonia                     |                             | Giovanni Giorgio I di Sassonia         |                                         |  |  |       |  |  |                           |  |  |                             |  |
|                                                |                             | Maddalena Sibilla di Hohenzollern      | Alberto Federico di Prussia             |  |  |       |  |  |                           |  |  |                             |  |
|                                                |                             | Maddalena Sibilla di Hohenzollern      | Alberto Federico di Prussia             |  |  |       |  |  |                           |  |  |                             |  |
|                                                |                             | Maddalena Sibilla di Hohenzollern      | Maria Eleonora di Jülich-Kleve-Berg     |  |  |       |  |  |                           |  |  |                             |  |
| Giorgio d'Assia-Darmstadt                      |                             | Maddalena Sibilla di Hohenzollern      |                                         |  |  |       |  |  |                           |  |  |                             |  |
|                                                | Giovanni di Sassonia-Weimar | Giovanni Guglielmo di Sassonia-Weimar  |                                         |  |  |       |  |  |                           |  |  |                             |  |
|                                                | Giovanni di Sassonia-Weimar | Giovanni Guglielmo di Sassonia-Weimar  |                                         |  |  |       |  |  |                           |  |  |                             |  |
|                                                | Giovanni di Sassonia-Weimar | Dorotea Susanna di Wittelsbach-Simmern |                                         |  |  |       |  |  |                           |  |  |                             |  |
| Ernesto I di Sassonia-Gotha-Altenburg          | Giovanni di Sassonia-Weimar |                                        |                                         |  |  |       |  |  |                           |  |  |                             |  |
|                                                |                             | Dorotea Maria di Anhalt                | Gioacchino Ernesto di Anhalt            |  |  |       |  |  |                           |  |  |                             |  |
|                                                |                             | Dorotea Maria di Anhalt                | Gioacchino Ernesto di Anhalt            |  |  |       |  |  |                           |  |  |                             |  |
|                                                |                             | Dorotea Maria di Anhalt                | Eleonora di Württemberg                 |  |  |       |  |  |                           |  |  |                             |  |
| Elisabetta Dorotea di Sassonia-Gotha-Altenburg |                             | Dorotea Maria di Anhalt                |                                         |  |  |       |  |  |                           |  |  |                             |  |
|                                                |                             | Giovanni Filippo di Sassonia-Altenburg | Federico Guglielmo I di Sassonia-Weimar |  |  |       |  |  |                           |  |  |                             |  |
|                                                |                             | Giovanni Filippo di Sassonia-Altenburg | Federico Guglielmo I di Sassonia-Weimar |  |  |       |  |  |                           |  |  |                             |  |
|                                                |                             | Giovanni Filippo di Sassonia-Altenburg | Anna Maria del Palatinato-Neuburg       |  |  |       |  |  |                           |  |  |                             |  |
| Elisabetta Sofia di Sassonia-Altenburg         |                             | Giovanni Filippo di Sassonia-Altenburg |                                         |  |  |       |  |  |                           |  |  |                             |  |
|                                                |                             | Elisabetta di Brunswick-Wolfenbüttel   | Enrico Giulio di Brunswick-Lüneburg     |  |  |       |  |  |                           |  |  |                             |  |
|                                                |                             | Elisabetta di Brunswick-Wolfenbüttel   | Enrico Giulio di Brunswick-Lüneburg     |  |  |       |  |  |                           |  |  |                             |  |
|                                                |                             | Elisabetta di Brunswick-Wolfenbüttel   | Elisabetta di Danimarca                 |  |  |       |  |  |                           |  |  |                             |  |
|                                                |                             | Elisabetta di Brunswick-Wolfenbüttel   |                                         |  |  |       |  |  |                           |  |  |                             |  |